# Нижний Нымзас
Нижний Нымзас — посёлок в Таштагольском районе Кемеровской области. Входит в состав Усть-Кабырзинского сельского поселения.

## География
Центральная часть населённого пункта расположена на высоте 492 метров над уровнем моря.

## Население
По данным Всероссийской переписи населения 2010 года, в посёлке Нижний Нымзас проживает 1 человек (1 мужчина, 0 женщин).